# Сборная СССР по футболу (до 16 лет)
Юношеская сборная СССР по футболу представляла СССР на юношеских футбольных турнирах и собиралась под руководством Федерации футбола СССР. В составе сборной выступали футболисты не старше 16 лет (континентальные первенства) и не старше 17 лет (мировые первенства).
Команда была образована в 1977 году, расформирована в 1992 в связи с распадом СССР. За 10 лет существования сборная 6 раз участвовала в юношеских Чемпионатах Европы и один раз — на юношеском чемпионате мира.
С период с 1984 по 1987 года сборная занимала призовые места на ЧЕ U-16 и стала чемпионом мира в 1987 году. На ЧМ U-17 сборная получила награду «Fair play» (честная игра).
В 1987 году на ЧЕ сборная СССР заняла 2-е место, проиграв сборной Италии. Но позднее было принято решение, т.к. Риккардо Сеччи (Riccardo Secci) не имел права участвовать в соревнованиях, отменить решение о присуждении титула сборной Италии. При этом сборные, занявшие 2-4-е места остались на своих позициях.

### Чемпионат мира (до 16 лет)
- 1985: Не квалифицировалась[2]
- 1987: Чемпионы
- 1989: Не квалифицировалась[3]
- 1991: Не квалифицировалась[4]

### Чемпионат Европы (до 16 лет)
- 1982: Не прошли квалификацию (1/4 финала)
- 1984: Финалисты
- 1985: Чемпионы
- 1986: 3-е место
- 1987: Финалисты
- 1988: Не прошли квалификацию
- 1989: Групповой этап (2-е в группе)
- 1990: Не прошли квалификацию
- 1991: Групповой этап (2-е в группе)
- 1992: Не прошли квалификацию